# Clytie haifae
Clytie haifae là một loài bướm đêm trong họ Erebidae.